# 四面钟

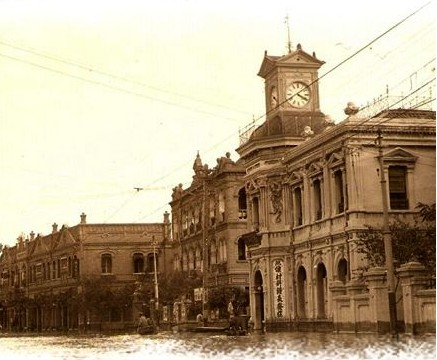
1939年天津水灾时的四面钟

四面钟指中国天津市和平区的一座西洋钟楼建筑，始建于1902年，位于原天津日租界旭街和松岛街交口（今和平区和平路和哈密道交口西南侧）。此外，“四面钟”一词作为天津地名还泛指和平区东北起兴安路、西南至新华路、西北起鞍山道、东南至沈阳道一带方圆约0.125平方公里路段。

## 名称
历史上，天津市曾有三个座“四面钟”。另外两座是是东北角四面钟和老龙头火车站邮电局四面钟。但由于四面钟地处天津日租界旭街，属于繁华地带，并且当时天津电车电灯股份有限公司旗下的黄牌有轨电车和兰牌有轨电车线路通车后均在此钟楼门前设立站牌，因此四面钟逐渐成为一个天津有方位意义的区域名称，以此为名的有：天津市和平区四面钟医院、天津市和平区四面钟派出所和天津市和平区房产公司四面钟房管站等。
　

## 历史

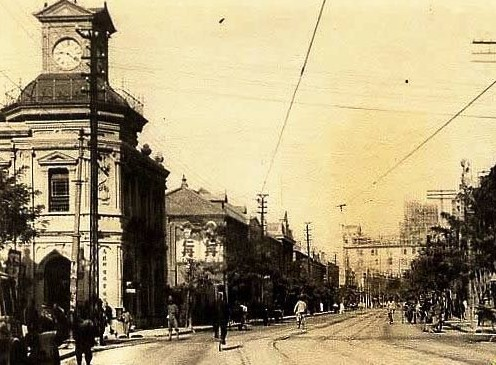
天津日租界旭街四面钟旧影

1898年，日本帝国主义根据同清政府签定的《天津日本租界条款》和《续立条款》的规定将四面钟所处区域划为天津日租界，此后，这片区域由日方填土垫地，筑路建房，形成一片街道里巷。四面钟所在建筑建于1902年，当时四面钟所用铜钟为日式制，四面钟楼底商为中国商人经营的“德顺西药房”。后来，日本人以“此地已被大日本国所征用，其商店、铺面应由日本人经营”为由，强迫德顺西药房搬出四面钟楼，该建筑改为日商槛村文吉经营的“槛村洋行”，专营照像器材、胶卷等。1945年以后，四面钟所在建筑成为山西省消费合作社，用于销售救济署的剩余物资和清仓物资。中华人民共和国成立后的1958年，四面钟成为街道办事处的名称，当时，四面钟街道办事处辖区为多伦道、张自忠路、锦州道和山西路合围区域，此后，四面钟所在建筑先后成为居民楼、天津二商局经营的“大丰收食品店”和“康乐食品店”。1976年，因唐山大地震，四面钟钟楼遭到损害，楼顶的钟楼被当时的产权单位天津市和平区蔬菜副食品公司拆除。2000年，天津市人民政府在改造和平路工程中，对原四面钟楼进行加固，并恢复了四面钟的原貌。

## 建筑风格
四面钟所在建筑为一座砖木混合结构两层灰砖楼房，建筑面积429.5平米，建筑转角处二楼顶部设有一个钟楼，钟楼上设有一座同步自鸣的大型钟表，钟面分别朝着东、南、西、北四个方向，钟楼内部的钟铃高35厘米，重36公斤，直径为38厘米，钟锤，高24厘米，重33.5公斤，直径为14.4厘米，四面钟上没有任何标记。二十世纪九十年代，原铜钟被发现，后来曾被安置在四面钟钟楼一层的钟情西餐厅内。